# Golden Mountain Pullman Express
De Golden Mountain Pullman Express was een toeristentrein van de Compagnie Internationale des Wagons-Lits (CIWL) in het Berner Oberland.

## CIWL
De CIWL had diverse treinen naar en door Zwitserland maar op de Zwitserse meterspoorlijnen had ze alleen, via dochterbedrijf SSG, een contract met de MOB in het Berner Oberland. De Duitse concurrent Mitropa had een groot marktaandeel verkregen op het Zwitserse meterspoor en verzorgde alle restauratierijtuigen van de Rhätische Bahn (RhB) in Graubünden. Om de concurrentie van Mitropa het hoofd te bieden besloot de CIWL om, net als voor het normaalspoor, een luxetrein voor meterspoor te bouwen zodat ook daar Pullman-treinen konden worden aangeboden. Voor de trein werden bij de SIG in Neuhausen vier Pullmanrijtuigen voor meterspoor besteld. De Golden Mountain Pullman Express ging op 15 juni 1931 van start met de nieuwe rijtuigen op het meterspoortraject tussen Zweisimmen en Montreux. De affiches uit 1931 suggereren een doorgaande dienst tot Interlaken, maar in werkelijkheid moesten de reizigers in Zweisimmen overstappen op een normaalspoortrein van de SEZ. Het toeristenseizoen eindigde op 10 september 1931 en toen werd ook de treindienst gestopt. Zoals later bleek definitief want de CIWL trok zich terug en de Pullman-rijtuigen werden verkocht aan de RhB. De RhB liet ze als salonrijtuigen meerijden met gewone treinen. In de Tweede Wereldoorlog gebruikte de Zwitserse legerleiding de Pullman-trein om door het land te reizen. Het traject wordt onder de naam Golden Pass nog steeds als één geheel aangeprezen voor de route Luzern - Interlaken - Montreux. Het zal echter pas in 2016, als een omspoorinstallatie beschikbaar is, mogelijk zijn om het traject zonder overstappen af te leggen.

### Route en dienstregeling
| MZ | land        | station      | km  | ZM |
| -- | ----------- | ------------ | --- | -- |
|    | Zwitserland | Montreux     | 0   |    |
|    | Zwitserland | Les Avants   | 15  |    |
|    | Zwitserland | Château-d'Œx | 46  |    |
|    | Zwitserland | Gstaad       | 64  |    |
|    | Zwitserland | Zweisimmen   | 88  |    |
|    | Zwitserland | Spiez        | 137 |    |
|    | Zwitserland | Interlaken   | 163 |    |